# جنگ‌دو
جنگ‌دو یا چنگ‌ته (چینی: 正德؛ پین‌یین: Zhèngdé؛ وید-جایلز: Cheng-te) نام پادشاهی جو هوجائو (چینی: 朱厚照، پین‌یین: Zhū Hòuzhào) (زادهٔ ۲۶ اکتبر ۱۴۹۱ - درگذشتهٔ ۱۹ آوریل ۱۵۲۱)، دهمین امپراتور دودمان مینگ بود که بین سال‌های ۱۵۰۵ تا ۱۵۲۱ بر چین فرمان راند.
در دوران حکومت جنگ‌دو خواجگان به چنان قدرتی در امور کشور دست یافتند که امپراتوران بعدی در کوتاه‌کردن دست آنها ناتوان ماندند.

## زندگینامه

### آغاز امپراتوری
جو هوجائو تنها پسر زنده‌مانده از دو پسر امپراتور هونگ‌جی بود که پس از مرگ پدرش با عنوان جنگ‌دو در ۱۹ ژوئن ۱۵۰۵ به امپراتوری چین رسید و عصر جنگ‌دو در ۲۴ ژانویهٔ ۱۵۰۶ (برابر با سال نوی قمری چینی) آغاز شد.

### دوران حکومت
جنگ‌دو پس از رسیدن به قدرت تمایلی به حکومت‌داری از خود نشان نداد و بیشتر وقتش را به خوش‌گذرانی، زن‌بارگی و می‌گساری می‌پرداخت. ادارهٔ امور کشور به‌شکل گسترده‌ای در دست خواجگان قرار گرفت و جنگ‌دو برای اطلاعات مربوط به دولت به آنان تکیه داشت. در این زمان بار دیگر فساد شایع شد، دفاتر دولتی خرید و فروش می‌شد و مالیات‌ها آنقدر افزایش یافت که پرداختشان از توان مردم خارج شد. از سوی دیگر چون خواجگانی که ادارهٔ امور را در دست داشتند اهل مناطق شمالی بودند، استان‌های جنوبی که نماینده‌ای نداشتند در وضعیت وخیمی قرار گرفته بودند. مردم این مناطق به دفعات دست به شورش می‌زدند و بیشترشان نیز به راهزنی روی‌آورده بودند.
سرانجام جنگ‌دو در ۱۵۱۰ به موضوع فساد در حکومت پی برد و حکم اعدام خواجهٔ اعظم لیو چین را صاد کرد که خانه‌اش را پر از جواهرات نایاب، طلا و نقره یافته بودند.
با این حال خواجگان هنوز هم پست‌های حساس اداری را در دست داشتند چون امپراتور باز هم حاضر نبود وقتش را صرف رسیدگی به امور کشورداری نماید. او در عوض علاقه‌مند به مسافرت در داخل کشور به‌طور ناشناس شده بود و حتی نزدیک بود توسط مغولان مهاجم نیز دستگیر شود و دیگر تمایلش به یادگیری زبان‌های بیگانه بود. جونگ‌دو زبان‌های تبتی، مغولی و جوچنی را به خوبی آموخت و برای خود عناوینی به این زبان‌ها انتخاب کرد.
در ۱۰ فوریه ۱۵۱۴ و طی مراسم آتش‌بازی به مناسبت جشن فانوس‌ها در شهر ممنوعه، انبارهای باروت بر اثر تماس با آتش منفجر شد و در نتیجهٔ آتش‌سوزی پیش‌آمده، کاخ‌هایی که محل اقامت امپراتور بود تخریب شد. جنگ‌دو در پی این حادثه ۳۰۰ هزار نفر از سربازان را بسیج نمود تا کاخ‌های نابودشده را دوباره بسازند.
جنگ‌دو فردی زن‌باره بود و هنگامی‌که از زنان حرمسرای خود خسته شد، با تغییر لباس دادن به یک فرد عادی به جستجوی دختران جوان در خیابان‌های بیجینگ پرداخت. همچنین نگهبانان او دستور داشتند تا زنانی را برای لذت امپراتور به کاخ بیاورند و گهگاه روسپیانی نیز در در حال رژه رفتن در کاخ مشاهده می‌شدند. جنگ‌دو با سوء استفاده از قدرت خود کارهای کودکانه‌ای نیز انجام می‌داد. برای نمونه او محوطه‌ای را در کاخ خود فراهم آورده بود و تمامی وزیران، خواجگان، سربازان و خدمتکاران باید به لباس بازرگانان و دستفروشان خیابانی درآمده و همچون آنان رفتار می‌نمودند تا امپراتور جوان در کسوت یک فرد عادی در میان آنها قدم بزند.
این کارهای غیر عادی و خارج از شأن یک امپراتور، اعتراض صدها نفر از صاحب‌منصبان و مقامات عالی‌رتبه را برانگیخت که در نتیجهٔ آن یا دستگیر، شکنجه و اعدام شدند یا تنزل مقام یافتند.
در ۱۵۱۷ نخستین کشتی‌های پرتغالی به مدخل جو جیانگ (رودخانه مروارید) در پایین گوانگ‌ژو (کانتون) رسیدند و سفیر پرتغال در ژانویهٔ همان سال به عنوان نخستین کنسول کشورهای اروپایی که به دربار امپراتوری مینگ راه یافتند وارد بیجینگ شد. اما جنگ‌دو در این زمان در بستر بیماری بود و سفیر پرتغال امکان ملاقات با او را نیافت.

### مرگ
در ۲۵ اکتبر ۱۵۲۰، قایق امپراتور جوان که برای ماهیگیری به آبراه بزرگ رفته بود واژگون شد و جونگ‌دو به درون آب افتاد. باوجودی‌که او از غرق‌شدن جان سالم به‌در برد اما پس از این حادثه بیمار شد و در ۱۹ آوریل ۱۵۲۱ در شهر ممنوعه درگذشت. او را در مقبرهٔ کان‌لینگ در شمال محل آرامگاه‌های سلطنتی مینگ و در دامنهٔ کوه جین‌لینگ به‌خاک سپردند. پس از مرگ جنگ‌دو و از آنجا که او فرزندی نداشت، یکی از عموزادگانش به‌نام جو هوتسونگ با عنوان امپراتور چیاچینگ بر تخت امپراتوری نشست.